# 吕桑 (热尔省)
吕桑（法語：Lussan，法語發音：[lysɑ̃]）是法国热尔省的一个市镇，属于欧什区。

## 地理
吕桑（43°37'31"N, 0°44'4"E）面积12.83 平方千米，位于法国奧克西塔尼大區热尔省，该省份为法国西南部内陆省份，北起顺时针与洛特-加龙省、塔恩-加龙省、上加龙省、上比利牛斯省、大西洋比利牛斯省和朗德省接壤。
与吕桑接壤的市镇（或旧市镇、城区）包括：圣卡普赖、欧比耶、卡斯泰尔诺巴尔巴朗、利勒-阿尔内、马尔桑、蒙泰居、佩桑。

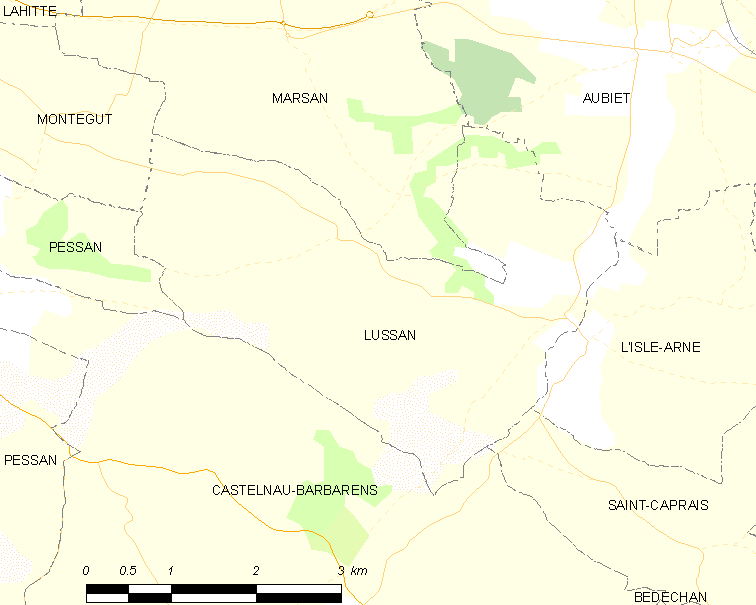
的OSM定位图

吕桑的时区为UTC+01:00、UTC+02:00（夏令时）。

## 行政
吕桑的邮政编码为32270，INSEE市镇编码为32221。

## 政治
吕桑所属的省级选区为欧什第二县。

## 人口

1962-2008年间人口变化图示

吕桑于2022年1月1日时的人口数量为226人。